# Victor Maurel
Victor Maurel (Marsella, 1848 - Nova York, 1923) fou un baríton francès.
Estudià en el Conservatori de la seva ciutat natal i en el de París, en el que aconseguí el primer premi de cant. Debutà en el teatre de l'Òpera, el 1868, amb Les Huguenots, de Meyerbeer. El 1870 es presentà a la Scala i assolí aviat fama mundial. passà successivament a Nova York, El Caire, Sant Petersburg, Moscou, i després de romandre una temporada a Itàlia, fou contractat per a cantar a Londres i novament a París.
Viatjà per Espanya dues vegades, i després en estrenar-se en la Scala de Milà on fou el primer Iago de l'Otello de Verdi (1887), fou tal el triomf del baríton, que el mateix compositor el designà per ser i el primer Falstaff (1893), assolint també un gran èxit. Després cantà ambdues òperes a París, emprant llavors la llengua francesa, i mereixent uns triomfs semblants. Tornà a l'estranger per a cantar de bell nou en italià, i el 1901 creà en l'Òpera còmica de París el rol de Mathis del Jueu polonès. Fou així-mateix, molt aplaudit en altres òperes: Amleto, Faust, Aïda, Zampa, etc. El 1881 s'havia presentat al Liceu de Barcelona, on cantà sovint.
Aquesta cantant també es va distingir com a actor, el qual va contribuir molt als seus triomfs escènics. També fou un notable pedagog, encoratjant a molts joves cantants com per exemple l'anglesa Helen Rhodes i d'altres.
Va escriure:
- Le chant rénové par la science (1892);
- Un problème d'art (1893);
- A propos de la mise en scène de <Don Giovanni> (1896);
- L'art du chant i Dix ans de carrière, 1887-1897 (1899).